# Eisenbahngericht
In der Volksrepublik China gibt es mehrere Eisenbahngerichte (chinesisch 铁路运输法院, Pinyin Tiělù Yùnshū Fǎyuàn, englisch Railway Courts). Diese Sondergerichte sind zuständig für Gerichtsverfahren, die im Zusammenhang mit dem Eisenbahnverkehr in China stehen.

## Geschichte
Zusammen mit anderen Sondergerichten wurden die Eisenbahngerichte von der Staatsführung der Volksrepublik China am 28. September 1954 geschaffen. Nur drei Jahre später erfolgte bereits deren Auflösung. 
In den 1980er-Jahren wurden die Eisenbahngerichte mit einem dreistufigen Gerichtsaufbau wieder eingeführt. Das obere Eisenbahngericht wurde jedoch 1987 geschlossen.
Im Zuge der Auflösung des chinesischen Eisenbahnministeriums wurden die Eisenbahngerichte 2012 den lokalen Behörden unterstellt.

## Organisation

CR-Regionen

Es gibt 58 Eisenbahngerichte und darüber 17 Mittlere Eisenbahngerichte; in Peking übernimmt das 4. Mittlere Volksgericht die Aufgaben eines Mittleren Eisenbahngerichts. Sitze und Gerichtscodes der Mittleren Gerichte:
| 京04 | Beijing   |  | 豫71 | Zhengzhou |
| 晋71 | Taiyuan   |  | 鄂71 | Wuhan     |
| 内71 | Hohhot    |  | 粤71 | Guangzhou |
| 辽71 | Shenyang  |  | 桂71 | Nanning   |
| 吉71 | Changchun |  | 川71 | Chengdu   |
| 黑71 | Harbin    |  | 云71 | Kunming   |
| 沪71 | Shanghai  |  | 陕71 | Xi’an     |
| 赣71 | Nanchang  |  | 甘71 | Lanzhou   |
| 鲁71 | Jinan     |  | 新71 | Ürümqi    |

## Zuständigkeit
Die Zuständigkeit der Eisenbahngerichte wird durch das Oberste Volksgericht genauer bestimmt.
Die Eisenbahngerichte behandeln in erster Linie Straftaten. Dazu gehören beispielsweise solche, die an Bahnhöfen und Bahnstrecken sowie in Zügen begangen werden oder sich gegen Bahnanlagen richten. Bahnmitarbeiter, die straffällig wurden, werden ebenfalls vom Eisenbahnbericht abgeurteilt.
Des Weiteren fallen allgemeine Rechtsstreitigkeiten in die Zuständigkeit der Eisenbahngerichte. So werden beispielsweise Ausgleichszahlungen für verunglückte Reisende oder Umweltschäden infolge des Eisenbahnverkehrs vor den Eisenbahngerichten verhandelt.